# Adrianna Najtkowska
Adrianna Najtkowska (ur. 15 lutego 1989 w Poznaniu) – polska koszykarka, występująca na pozycji rzucającej.

## Osiągnięcia
Na podstawie, o ile nie zaznaczono inaczej.

### Drużynowe
- Wicemistrzyni I ligi (2007 – awans do FGE)[2]

### Reprezentacja
- Wicemistrzyni Europy U–20 dywizji B (2008)[3]
- Brązowa medalistka mistrzostw Europy U–16 (2005)[4]